# توماس جی. داد
توماس جی. داد (به انگلیسی: Thomas J. Dodd) سناتور سابق عضو حزب دموکرات ایالات متحده آمریکا بود. وی در سال ۱۹۵۹ تا ۱۹۷۱ میلادی سناتور ایالت کنتیکت در سنای ایالات متحده آمریکا بود.